# Championnat du Mali de football 2008
Navigation
Saison précédente Saison suivante
La saison 2008 du Championnat du Mali de football était la 41e édition de la première division malienne à poule unique, la Première Division. Les quatorze meilleurs clubs maliens sont regroupés au sein d'une poule unique où ils s'affrontent deux fois, à domicile et à l'extérieur. Les deux derniers du classement sont relégués en fin de saison et remplacés par les deux meilleurs clubs de Deuxième division.
C'est le Djoliba AC qui remporte la compétition après avoir terminé en tête du classement final, avec huit points d'avance sur le triple tenant du titre, le Stade malien et vingt-et-un sur le duo AS Bakaridjan-Cercle olympique de Bamako. C'est le vingtième titre de champion du Mali de l'histoire du club, qui réussit même le doublé en s'imposant en finale de la Coupe du Mali face au Cercle olympique de Bamako.

## Les clubs participants
| - Djoliba AC - AS Real Bamako - Cercle olympique de Bamako - USFAS Bamako - Centre Salif Keita - Onze créateurs de Niaréla - Promu de Deuxième division - AS Korofina | - Stade malien - CS Duguwolofila - Débo Club de Mopti - Promu de Deuxième division - Stade malien de Sikasso - AS Bakaridjan - AS Nianan - AS Bamako |

## Compétition

### Classement
Le barème de points servant à établir le classement se décompose ainsi :
- Victoire : 3 points
- Match nul : 1 point
- Défaite : 0 point

| Rang | Équipe                     | Pts | J  | G  | N  | P  | Bp | Bc | Diff |
| ---- | -------------------------- | --- | -- | -- | -- | -- | -- | -- | ---- |
| 1    | Djoliba ACC                | 63  | 26 | 20 | 3  | 3  | 44 | 13 | +31  |
| 2    | Stade malienT              | 55  | 26 | 17 | 4  | 5  | 37 | 9  | +28  |
| 3    | AS Bakaridjan              | 42  | 26 | 12 | 6  | 8  | 33 | 24 | +9   |
| 4    | Cercle olympique de Bamako | 42  | 26 | 12 | 6  | 8  | 33 | 27 | +6   |
| 5    | AS Real Bamako             | 41  | 26 | 12 | 5  | 9  | 36 | 32 | +4   |
| 6    | Centre Salif Keita         | 36  | 26 | 9  | 9  | 8  | 24 | 22 | +2   |
| 7    | AS Bamako                  | 35  | 26 | 9  | 8  | 9  | 23 | 20 | +3   |
| 8    | AS Korofina                | 35  | 26 | 10 | 5  | 11 | 26 | 26 | 0    |
| 9    | CS Duguwolofila            | 33  | 26 | 9  | 6  | 11 | 23 | 29 | -6   |
| 10   | Onze créateurs de NiarélaP | 31  | 26 | 8  | 7  | 11 | 19 | 32 | -13  |
| 11   | USFAS Bamako               | 26  | 26 | 6  | 8  | 12 | 22 | 34 | -12  |
| 12   | Stade malien de Sikasso    | 22  | 26 | 4  | 10 | 12 | 16 | 30 | -14  |
| 13   | Débo Club de MoptiP        | 21  | 26 | 4  | 9  | 13 | 17 | 31 | -14  |
| 14   | AS Nianan                  | 18  | 26 | 4  | 6  | 16 | 20 | 44 | -24  |

|  | Qualification pour la Ligue des champions de la CAF 2009                             |
|  | Qualification pour la Coupe de la confédération 2009                                 |
|  | Relégation en Deuxième division                                                      |
|  | T : Tenant du titre C : Vainqueur de la Coupe du Mali P : Promu de Deuxième division |

## Bilan de la saison
| Championnat du Mali de football 2008 |                        |
| Champion                             | Djoliba AC (20e titre) |
| Coupes et trophées                   |                        |
| Vainqueur de la Coupe du Mali 2008   | Djoliba AC             |
| Qualifications continentales         |                        |
| Ligue des champions de la CAF 2009   | Djoliba AC             |
| Coupe de la confédération 2009       | Stade malien           |
| Promotions et relégations            |                        |
| Promus en Division 1                 | Al Farouk Tombouctou   |
| Promus en Division 1                 | Jeanne d'Arc FC        |
| Relégués en Division 2               | Débo Club de Mopti     |
| Relégués en Division 2               | AS Nianan              |